# Viana (Maranhão)
Viana – miasto i gmina w Brazylii leżące w stanie Maranhão. Gmina zajmuje powierzchnię 1168,443 km². Według danych szacunkowych w 2016 roku miasto liczyło 51 503 mieszkańców. Usytuowane jest w głębi zatoki Baía de São Marcos, około 110 km na południowy zachód od stolicy stanu, miasta São Luís, oraz około 1700 km na północ od Brasílii, stolicy kraju. W pobliżu położone są jeziora Lago de Viana oraz Lago do Aquari. 
W 2014 roku wśród mieszkańców gminy PKB per capita wynosił 6530,00 reais brazylijskich.